# Cylindropuntia tesajo
Cylindropuntia tesajo, conocida comúnmente como choya tesajo, cholla verdosa o tesajo, es una especie de planta suculenta perteneciente al género Cylindropuntia, dentro de la familia Cactaceae. Es endémica del noroeste de México (concretamente de los estados mexicanos de Baja California y Sonora).

## Descripción
Cylindropuntia tesajo es una especie de cactus que crece como un arbusto bajo y extendido. A menudo presenta ramificación dicotómica o tricotómica y alcanza alturas de 20 a 80 cm. Los tallos son erguidos, articulados y están formados por segmentos muy delgados. Cada uno de ellos mide de 3 a 11,5 cm de largo y de 0,5 a 1,2 cm de diámetro. Son de forma cilíndrica y tienen la epidermis de color verde claro a verde parduzco, con un ligero tinte púrpura alrededor de las areolas. Presentan tubérculos bajos y apenas perceptibles.

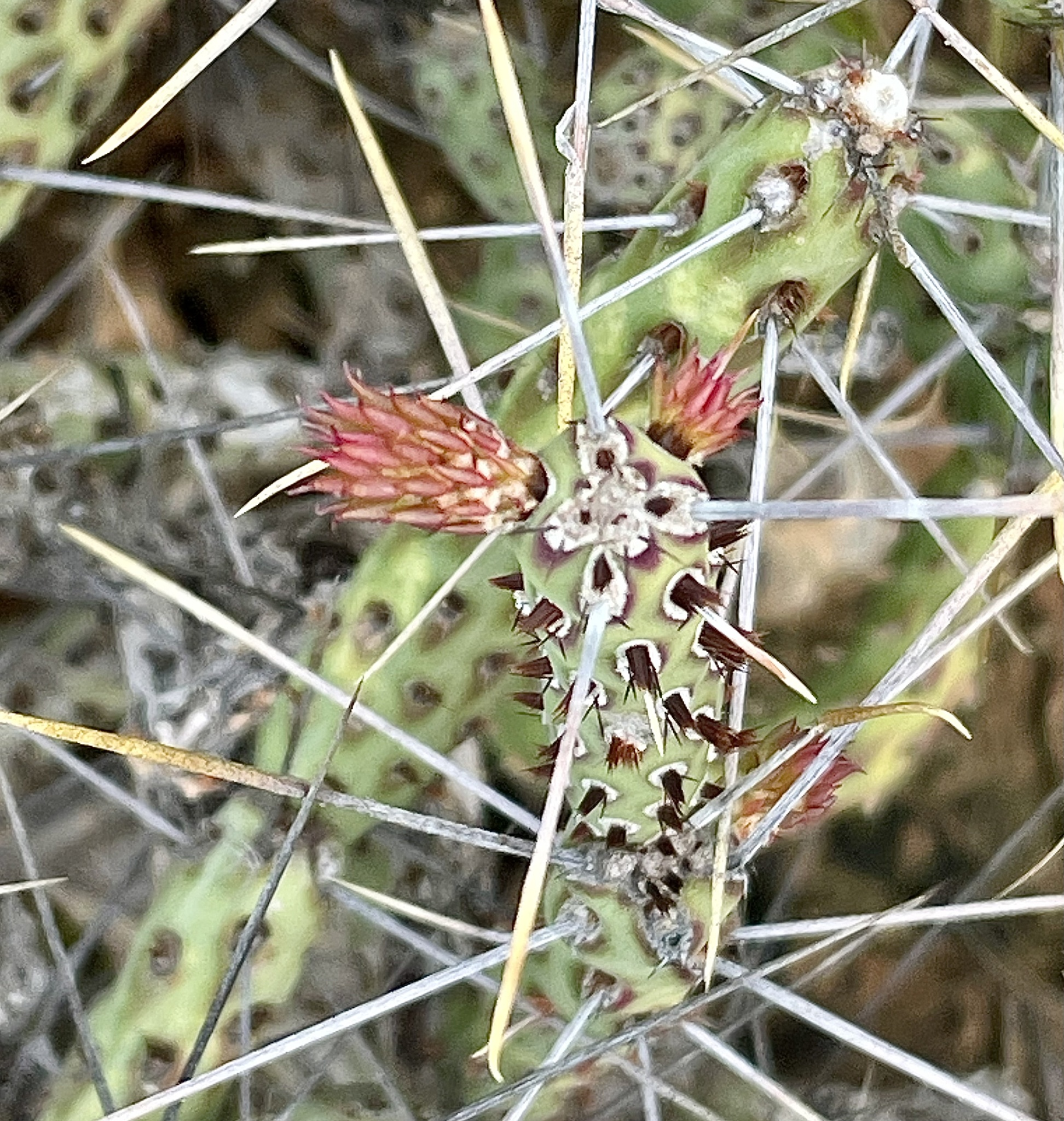
Detalle de los gloquidios

Sobre los tallos se asientan areolas de color crema a gris. Poseen gloquidios de color amarillo a óxido y miden de 2 a 4 mm de longitud. También tienen hasta 3 espinas, aunque sólo aparecen en las areolas superiores de los tallos o incluso pueden estar completamente ausentes. De entre ellas se distingue una única espina principal erecta de color amarillo a naranja, mide de 2 a 8,2 cm de largo y está cubierta por una vaina epidérmica que parece de papel. Las otras 2 espinas secundarias son de color marrón oscuro a gris, aparecen curvadas hacia abajo, no tienen vaina y miden hasta 0,3 cm de largo.

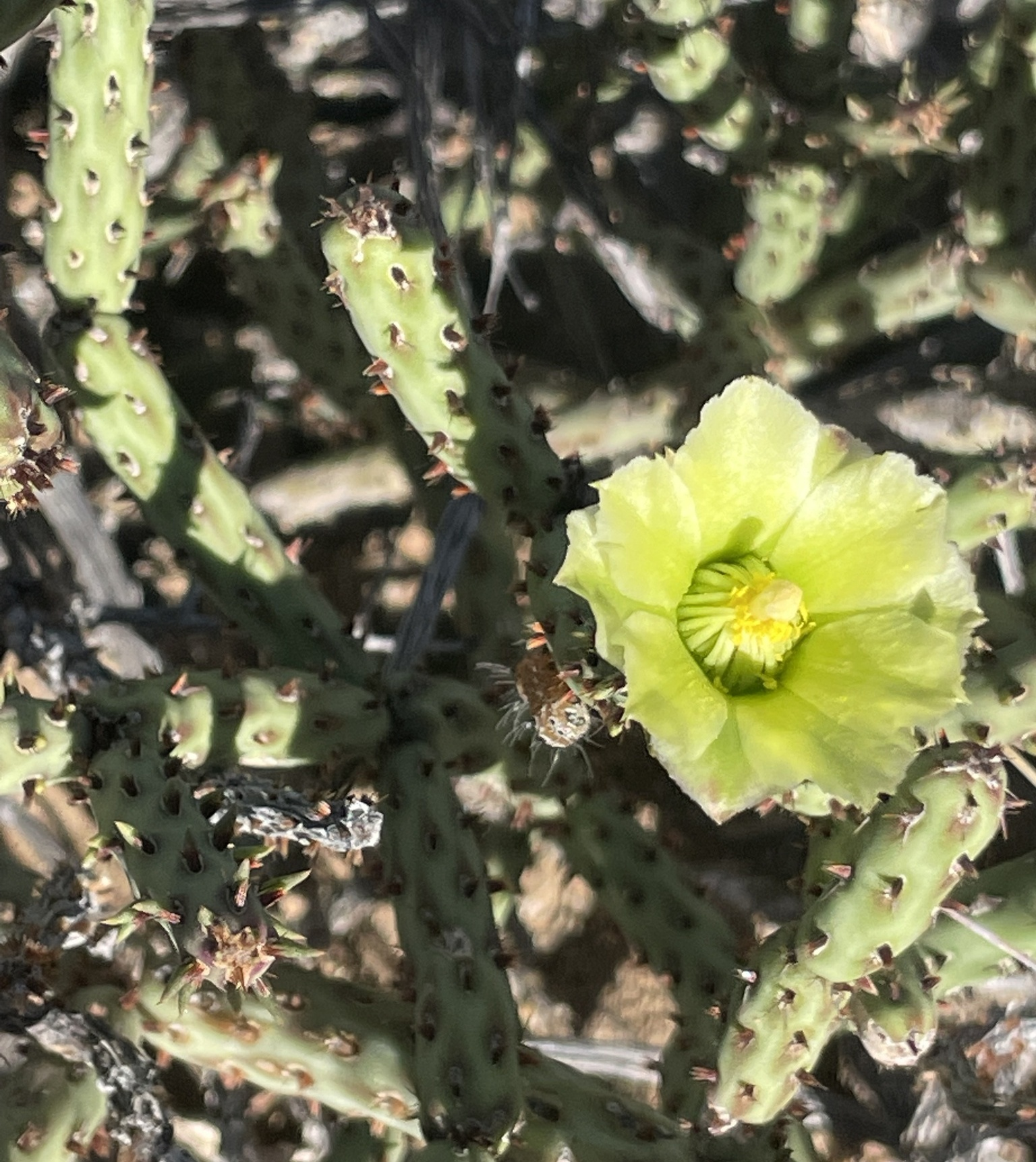
Detalle de la flor

Las flores son de color amarillo a verde amarillento, se abren durante el día (diurnas) y son polinizadas por abejas. Los frutos son de color tostado y no tienen espinas. Son secos, miden de 1,5 a 2,5 cm de largo y tienen un diámetro de 0,5 a 1,5 cm.

## Distribución y hábitat
El área de distribución nativa de esta especie es el noroeste de México (concretamente en los estados mexicanos de Baja California y Sonora) y crece principalmente en biomas desérticos o de matorral seco.

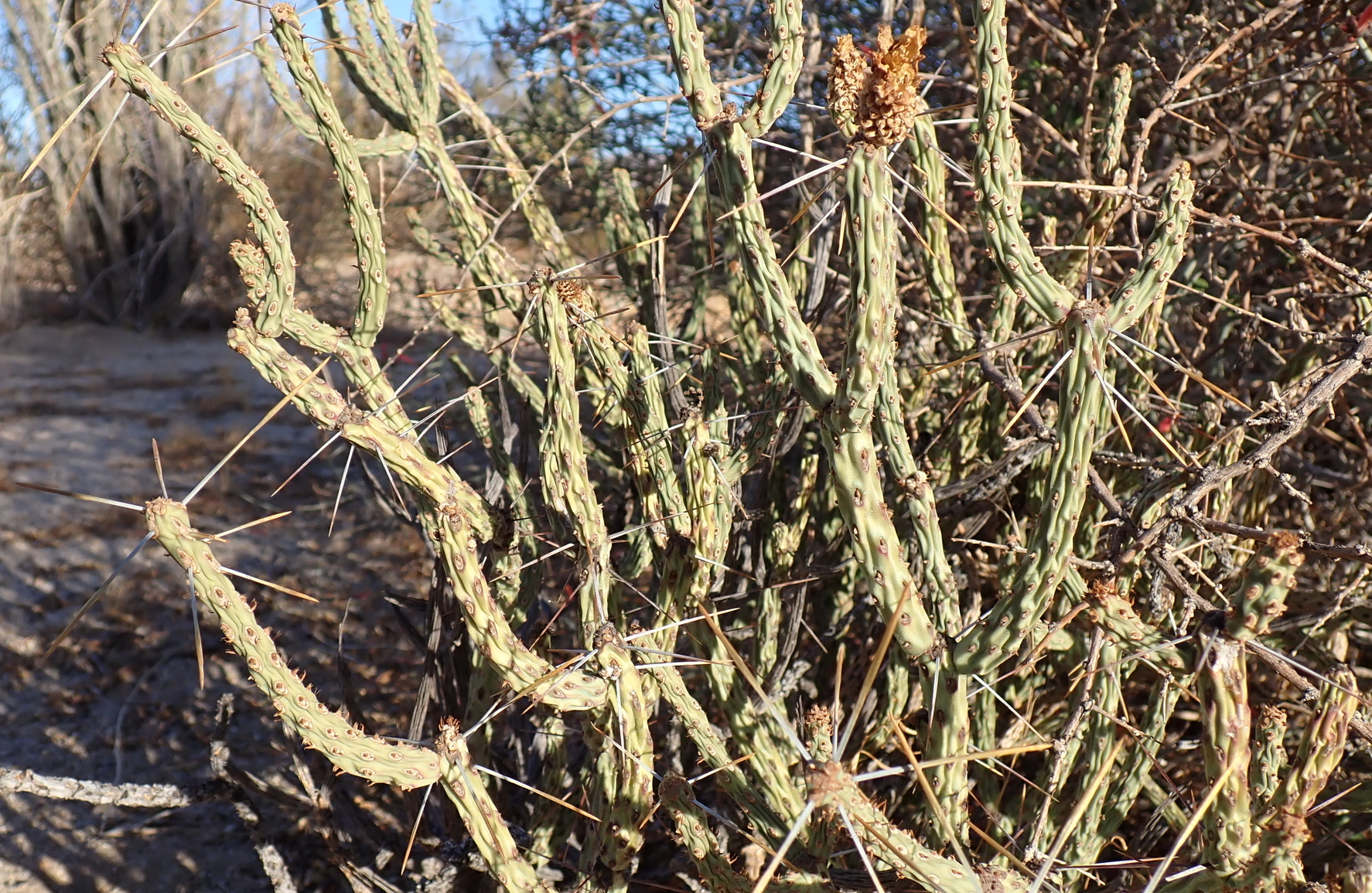
Detalle de los tallos

Habita en llanuras de grava o arena y abanicos aluviales, a elevaciones de 20 a 800 metros sobre el nivel del mar.

## Taxonomía
La primera descripción de esta especie fue como Opuntia tesajo, publicada en 1896 por el botánico alemán George Engelmann en la revista científica Contributions from the United States National Herbarium 3: 448.
Posteriormente, el botánico danés Frederik Marcus Knuth colocó la especie en el género Cylindropuntia, pasando a llamarse Cylindropuntia tesajo y anotando estos cambios en el libro Den Nye kaktusbog: 132 en el año 1930.
Etimología
- Cylindropuntia: nombre genérico formado por dos palabras: el sustantivo griego kýlindros (que significa 'cilindro') y el género Opuntia, (con el que el género tiene similitudes), haciendo referencia a la forma cilíndrica de los tallos de las plantas.
- tesajo: epíteto específico que hace referencia al nombre común en español de la especie.[6]

## Estado de conservación
En la Lista Roja de Especies Amenazadas de la UICN, la especie está clasificada como de “Preocupación Menor (LC)” y no se conocen amenazas importantes para la conservación de esta especie.

## Usos

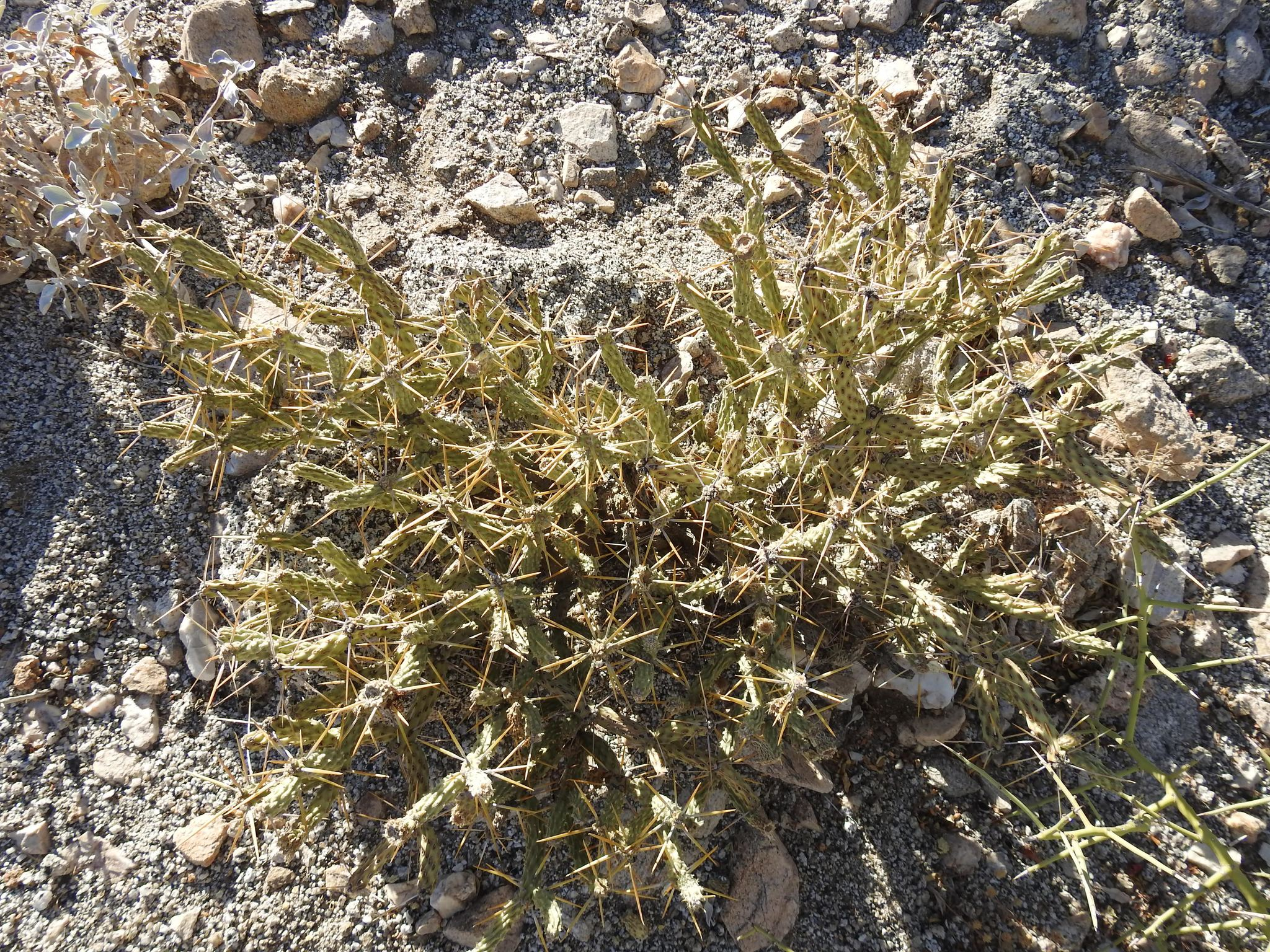
En su hábitat

Se cultiva raramente como planta ornamental y su propagación se realiza principalmente a través de esquejes. Además, la madera que produce su tallo se usa para la creación de artesanías.